# 杯子歌
《杯子歌》（英語：Cups）是流行于2013年的一首由安娜·坎卓克翻唱的击杯（cup beat）式歌曲。这首歌本是A.P.卡特在20世纪30年代所创作的一首老歌，后由多人先后反复修改，加入了击杯元素并修改了填词，最后由美国演员安娜·坎卓克在电影《歌喉讚》中唱红。安娜版的《杯子歌》曾位跻告示牌百强单曲榜第6名，其MV在Youtube上的观看量也突破了6.4亿。

## 起源
歌曲最初的版本由卡特家族的A.P.卡特所写，录制于1931年，名叫《若我离开了》("When I'm Gone")。歌曲本带有蓝调风。后来陆续有不少人翻唱过这首歌，其中包括Mainer's Mountineers和查理·门罗(Charlie Monroe)。这首歌也曾出现在美国电影《亲亲老爸》("Dan in Real Life")中。2009年，Landshapes组合(该组合在2012年5月的时候改了名字)为这首歌注入了新的活力。路易萨·戈斯坦(Luisa Gerstein)写了一段新的副歌，加入到歌曲之中，并将击杯游戏与歌曲的演唱结合起来。他们在演唱歌曲时，还需要同时灵活地玩转手中的杯子，并用手拍打出愉快的节奏。歌曲视频曾被人贴到网络论坛Reddit上，成为病毒视讯走红网络，并被人们称作“杯子歌”("The Cup Song")。不少新新艺人都开始学习一边有节奏地击打杯子，一边翻唱这首歌曲。

## 概括
与电影原声带中收录的版本相比，单曲版经过了重新制作，增加了1分钟的时长，还加入了新的演奏乐器(班卓琴)。全美音乐奖得主阿里·迪·西奥多(Ali Dee Theodore)、乔丹·雅阁(Jordan Yaeger)及哈维·梅森(Harvey Mason, Jr.)3位作曲人一同参与了单曲版的重新制作。
在单曲版发售之前，这首歌曲的各种翻唱视频和击杯动作演示教程就已经成为病毒视讯，在网络上大面积流传开来。

## 上榜情况
歌曲的单曲版发售于2013年3月。而在更早的2013年2月12日周末，歌曲就已经以93名的成绩登上过告示牌百强单曲榜。之后，歌曲的排名开始了缓慢而稳步的提升。在告示板同年第32周周榜上，歌曲名次上升到了第6位，也是迄今为止这首歌曲最高的排名。截止到2013年10月，这首歌各版本的总收费下载量已达到2.5百万次。
这首歌曾于2013年1月以第48名的排名跻入过澳洲唱片业协会榜前50强。后来因电影《歌喉讚》DVD的热销(发售于2013年4月13日)，这首歌曲在2013年5月4日又再次进入了澳洲音乐榜前50强。

## MV
歌曲的MV拍摄于2013年3月的第4周，仍由电影《歌喉讚》的导演杰森·摩尔(Jason Moore)执导。2013年4月13日，MV在安娜·坎卓克雷的Vevo频道上亮相。截至2014年9月26日，播放量已达1亿5475万次。

## 网络流行
在安娜的版本出现以前，曾有Anna Burden等Youtube用户在网络上参与修改并翻唱这首歌曲，但多仅限于在一些击杯游戏爱好者中流传。安娜的版本走红后，Youtube上才开始涌现出海量的翻唱和演示影片。
中国南方医科大学曾有400多名毕业生集体演绎这首杯子歌，中国江苏公共频道和中国辽宁卫视对此事均有报道。

## 上榜情况和销量认证
| Chart (2013)                         | Peak position |
| ------------------------------------ | ------------- |
| 澳大利亚（澳大利亚唱片业协会單曲榜） | 44            |
| 奥地利（Ö3四十强单曲榜）             | 75            |
| 比利时佛兰德（Ultratop五十强单曲榜） | 11            |
| 比利时瓦隆（Ultratip榜外單曲榜）     | 2             |
| 加拿大（Canadian Hot 100）           | 12            |
| 法国（法國唱片出版業公會單曲榜）     | 181           |
| 愛爾蘭（愛爾蘭唱片音樂協會单曲榜）   | 26            |
| 荷兰（荷蘭四十強單曲榜）             | 11            |
| 荷兰（百强单曲榜）                   | 14            |
| 新西兰（新西兰唱片音乐协会单曲榜）   | 26            |
| 英國（官方榜单公司單曲榜）           | 71            |
| 美国（《告示牌》百大單曲榜）         | 6             |
| 美國（《告示牌》Pop Airplay）        | 8             |
| 美國（《告示牌》Adult Pop Airplay）  | 2             |
| 美國（《告示牌》成人當代單曲榜）     | 1             |

| 地區                                  | 认证    | 认证单位/销量 |
| ------------------------------------- | ------- | ------------- |
| 澳大利亚（澳大利亚唱片业协会）        | 白金    | 7,000^        |
| 新西兰（新西兰唱片音乐协会）          | 金      | 7,500         |
| 美国（美國唱片業協會）                | 3× 白金 | 3,000,000     |
| *僅含認證的實際銷量 ^僅含認證的出貨量 |         |               |

| Chart (2013)              | Position |
| ------------------------- | -------- |
| Canada (加拿大百强单曲榜) | 39       |
| US 告示牌百强单曲榜       | 21       |

## 脚注
1. 1 2  Jeff Benjamin. . March 15, 2013  [2014-09-26]. （原始内容存档于2020-10-22）.
2. ↑  . （原始内容存档于2014-12-02）.
3. ↑  .   [2014-09-26]. （原始内容存档于2021-01-19）.
4. ↑  .   [2014-09-23]. （原始内容存档于2014-12-02）.
5. 1 2  . Billboard. October 7, 2013  [2014-09-26]. （原始内容存档于2020-12-30）.
6. ↑  . Billboard. March 15, 2013  [2014-09-26]. （原始内容存档于2018-06-24）.
7. ↑  . Vevo. April 13, 2013  [2014-09-26]. （原始内容存档于2020-09-05）.
8. ↑  . 中国江苏公共频道. 2014年5月14日  [2014年9月26日]. （原始内容存档于2017年4月12日）.
9. ↑  . 中国辽宁卫视. 2014年5月27日  [2014年9月26日]. （原始内容存档于2017年4月10日）.
10. ↑  . 中国辽宁卫视. 2014年5月27日  [2014年9月26日]. （原始内容存档于2020年8月11日）.
11. ↑  "Australian-charts.com – Anna Kendrick – Cups". ARIA Top 50 Singles.    （英語）.
12. ↑  "Austriancharts.at – Anna Kendrick – Cups". Ö3 Austria Top 40.   （德語）.
13. ↑  "Ultratop.be – Anna Kendrick – Cups". Ultratop 50.    （荷蘭語）.
14. ↑  "Ultratop.be – Anna Kendrick – Cups". Ultratip.   （法語）.
15. ↑  "Anna Kendrick Chart History (Canadian Hot 100)". Billboard.  [June 13, 2013].（英語）.
16. ↑  "Lescharts.com – Anna Kendrick – Cups". Les classement single.  [November 5, 2013].（法語）.
17. ↑  "Chart Track: Week 32, 2012". Irish Singles Chart.    （英語）.
18. ↑  "Nederlandse Top 40 – Anna Kendrick search results" Dutch Top 40.  [October 27, 2013].（荷蘭語）.
19. ↑  "Dutchcharts.nl – Anna Kendrick – Cups". Single Top 100.  [November 5, 2013].（荷蘭語）.
20. ↑  "Charts.nz – Anna Kendrick – Cups". Top 40 Singles.  [August 23, 2013].（英語）.
21. ↑  "Official Singles Chart Top 100". Official Charts Company.  （英語）.
22. ↑  "Anna Kendrick Chart History (Hot 100)". Billboard.  [July 10, 2013].（英語）.
23. ↑  "Anna Kendrick Chart History (Pop Songs)". Billboard.  [June 27, 2013].（英語）.
24. ↑  "Anna Kendrick Chart History (Adult Pop Songs)". Billboard.   [September 12, 2013].（英語）.
25. ↑   "Anna Kendrick Chart History (Adult Contemporary)". Billboard.  [September 12, 2013].（英語）.
26. ↑   (PDF). Australian Recording Industry Association （英语）.
27. ↑  . Recorded Music NZ （英语）.
28. ↑  Singles （页面存档备份，存于） at NZ Top 40
29. ↑  . Recording Industry Association of America （英语）.
30. ↑  . publisher=Prometheus Gobal Media.   [December 13, 2013]. （原始内容存档于2016-02-03）.
31. ↑  . Billboard.com.   [2013-12-13]. （原始内容存档于2013-12-16）.